# Annagh United FC
Annagh United Football Club är ett nordirländskt fotbollslag och spelar i NIFL Championship. Fotbollsklubb grundades 1963. 

## Meriter
- Irish League[1]
  - Vinnare (0):
- Irish Cup[2]
  - Vinnare (0):
- Irish League Cup[3]
  - Vinnare (0):

## Trikåer
| Hemmaställ | Hemmaställ | Hemmaställ | Hemmaställ | Adidas |

## Placering tidigare säsonger
| Säsong  | Nivå | Liga                             | Placering | Referens | Notering                                         |
| ------- | ---- | -------------------------------- | --------- | -------- | ------------------------------------------------ |
| 2014/15 | 3    | NIFL Premier Intermediate League | 2         | [ 4 ]    | Uppflyttad till NIFL Championship                |
| 2015/16 | 2    | NIFL Championship                | 12        | [ 5 ]    |                                                  |
| 2016/17 | 2    | NIFL Championship                | 12        | [ 6 ]    | Nedflyttad till NIFL Premier Intermediate League |
| 2017/18 | 3    | NIFL Premier Intermediate League | 10        | [ 7 ]    |                                                  |
| 2018/19 | 3    | NIFL Premier Intermediate League | 2         | [ 8 ]    |                                                  |
| 2019/20 | 3    | NIFL Premier Intermediate League | 1         | [ 9 ]    | Uppflyttad till NIFL Championship                |
| 2020/21 | 2    | NIFL Championship                | x         | [ 10 ]   | (pandemin)                                       |
| 2021/22 | 2    | NIFL Championship                | 2         | [ 11 ]   |                                                  |
| 2022/23 | 2    | NIFL Championship                | 3         | [ 12 ]   |                                                  |
| 2023/24 | 2    | NIFL Championship                | 4         | [ 13 ]   |                                                  |
| 2024/25 | 2    | NIFL Championship                | 2         | [ 14 ]   |                                                  |